# Isabelle Arnould
Isabelle Arnould (Luik, 6 december 1970) is een voormalig Belgische zwemster. Haar specialiteit was de vrije slag. Arnould is houdster van het Belgische record op de 800m en 1500 meter vrije slag in groot bad en de 800m en 1500m in klein bad. 
Ze is de zus van Jean-Marie Arnould, tevens een voormalig professioneel zwemmer. 

## Belangrijkste resultaten
| Jaar | Olympische Spelen                                         | WK langebaan  | WK kortebaan  | EK langebaan                                             | EK kortebaan  |
| ---- | --------------------------------------------------------- | ------------- | ------------- | -------------------------------------------------------- | ------------- |
| 1988 | 6e 400m vrije slag 7e 800m vrije slag                     |               | geen deelname |                                                          | geen deelname |
| 1989 |                                                           | geen deelname |               | geen deelname                                            | geen deelname |
| 1990 |                                                           |               | geen deelname |                                                          | geen deelname |
| 1991 |                                                           | geen deelname |               | 5e 200m vrije slag 5e 400m vrije slag 5e 800m vrije slag | geen deelname |
| 1992 | 20e 200m vrije slag 6e 400m vrije slag 8e 800m vrije slag |               | geen deelname |                                                          | geen deelname |

## Persoonlijke records

### Kortebaan
| Afstand          | Tijd        | Datum           | Plaats   |
| ---------------- | ----------- | --------------- | -------- |
| 200m vrije slag  | 2.01,65     | 16 januari 1988 | Cannes   |
| 800m vrije slag  | BR 8.29,01  | 5 februari 1988 | Boulogne |
| 1500m vrije slag | BR 16.09,51 | 17 januari 1988 | Cannes   |

### Langebaan
| Afstand          | Tijd        | Datum             | Plaats  |
| ---------------- | ----------- | ----------------- | ------- |
| 200m vrije slag  | 2.03,32     | 20 september 1988 | Seoul   |
| 400m vrije slag  | BR 4.11,71  | 22 september 1988 | Seoul   |
| 800m vrije slag  | BR 8.34,56  | 23 september 1988 | Seoul   |
| 1500m vrije slag | BR 16.52,26 | 14 juli 1993      | Buffalo |